# 富士見町 (板橋区)
富士見町（ふじみちょう）は、東京都板橋区の町名。丁目の設定がない単独町名である。全域で住居表示が実施されている。

## 地理
板橋区の南東部に位置する。北で前野町および宮本町、東で大和町、南で双葉町、西で常盤台と隣接する。町域の北辺を富士見街道、南東辺を東京都道318号環状七号線（環七通り）が通じている。町域は学校のほかは、ほぼ住宅地である。

### 地形
武蔵野台地成増台の高台に属する。石神井川に向けて下り勾配をなす地形である。

### 地価
住宅地の地価は、2025年（令和7年）1月1日の公示地価によれば、富士見町31-6の地点で51万7000円/m2となっている。

## 歴史
廃藩置県実施前は武蔵国豊島郡下板橋宿、上板橋村および前野村。

### 沿革
- 1749年（寛延2年）：五十宮倫子（いそのみやともこ）女王が徳川家治将軍との婚儀に赴く行列が縁切榎前を通過しないための迂回路（根村道）が、現在の当町域内に普請される。
  - 迂回路は1804年（文化元年）の楽宮喬子（さざのみやたかこ）女王と徳川家慶将軍の婚儀、1861年（文久2年）の和宮親子（かずのみやちかこ）内親王と徳川家茂将軍との婚儀の際にも使用された。現在の国際興業バス富士見町停留所付近から環七通りを渡り、大和町と双葉町との境を下り、日曜寺から愛染通りを経て上宿に至る道であった。
- 1871年（明治4年）11月：廃藩置県後に所属した浦和県から東京府に編入。大区小区制実施。
- 1878年（明治11年）：郡区町村編制法により北豊島郡が設置され、東京府北豊島郡下板橋村、上板橋村、前野村となる。
- 1889年（明治22年）4月1日：市制町村制施行により、下板橋村は東京府北豊島郡板橋町大字下板橋となる。上板橋村は併合対象とはならず、前野村は志村に併合される。
- 1920年（大正9年）：北豊島郡立商工学校（東京府立滝野川商工学校を経て、1948年東京都立北豊島工業高等学校に改称）創立。
- 1932年（昭和7年）10月1日：東京府内市郡併合による板橋区発足に伴い、東京府東京市板橋区（旧）板橋町十丁目、（旧）上板橋町二丁目、志村清水町となる。（1943年8月1日 東京都制施行）
- 1930年代：板橋乗合自動車（後に東都乗合自動車を経て、戦後は国際興業バスに統合）が、練馬横丁（現在の大和町停留所付近）- 豊島園間の路線バスを運行する。
  - 「練馬横丁」は、現在の富士見街道が練馬方面に向かう道で、中山道からの分岐点であることを意味している。
- 1956年（昭和31年）4月1日：地番整理により、（旧）板橋町十丁目、（旧）上板橋町二丁目、常盤台一丁目の一部地域が富士見町に再編される。
- 1960年（昭和35年）：都営住宅板橋富士見町アパート竣工。1976年にかけて、第2・第3・第4板橋富士見町アパートが建設される。
- 1964年（昭和39年）：東京都道318号環状七号線（環七通り）開通。

### 地名の由来
高層建築物が建てられる以前は、当町域からも石神井川方向に富士山を遠望できたと考えられるが、現在の「富士見街道」はかつて、富士講信者が往来する道であったことにも由来している。

## 世帯数と人口
2025年（令和7年）3月1日現在（板橋区発表）の世帯数と人口は以下の通りである。
- 世帯数 : 2,947世帯
- 人口 : 4,690人

### 人口の変遷
国勢調査による人口の推移。
| 年                 | 人口  |
| ------------------ | ----- |
| 1995年（平成7年）  | 5,262 |
| 2000年（平成12年） | 4,823 |
| 2005年（平成17年） | 4,485 |
| 2010年（平成22年） | 4,033 |
| 2015年（平成27年） | 4,020 |
| 2020年（令和2年）  | 4,502 |

### 世帯数の変遷
国勢調査による世帯数の推移。
| 年                 | 世帯数 |
| ------------------ | ------ |
| 1995年（平成7年）  | 2,424  |
| 2000年（平成12年） | 2,414  |
| 2005年（平成17年） | 2,310  |
| 2010年（平成22年） | 2,206  |
| 2015年（平成27年） | 2,279  |
| 2020年（令和2年）  | 2,608  |

## 学区
区立小・中学校に通う場合、学区は以下の通りとなる（2021年8月時点）。
| 番地              | 小学校                 | 中学校                 |
| ----------------- | ---------------------- | ---------------------- |
| 1～27番 32〜33番  | 板橋区立板橋第八小学校 | 板橋区立板橋第三中学校 |
| 28～31番 34～39番 | 板橋区立富士見台小学校 | 板橋区立志村第一中学校 |

## 事業所
2021年（令和3年）現在の経済センサス調査による事業所数と従業員数は以下の通りである。
- 事業所数 : 82事業所
- 従業員数 : 574人

### 事業者数の変遷
経済センサスによる事業所数の推移。
| 年                 | 事業者数 |
| ------------------ | -------- |
| 2016年（平成28年） | 81       |
| 2021年（令和3年）  | 82       |

### 従業員数の変遷
経済センサスによる従業員数の推移。
| 年                 | 従業員数 |
| ------------------ | -------- |
| 2016年（平成28年） | 447      |
| 2021年（令和3年）  | 574      |

## 交通

### 鉄道
町域に駅は存在しないが、以下の路線・駅が利用可能である。
- 東京都交通局
  - 都営地下鉄三田線：板橋本町駅（大和町および本町）
- 東武鉄道
  - 東武東上線：中板橋駅（弥生町および中板橋）・ときわ台駅（常盤台一丁目・二丁目および南常盤台一丁目）

### バス
- 国際興業バス・関東バス（共同運行）
  - 富士見町都営住宅・中板橋駅入口：赤31　赤羽駅東口行き・高円寺駅北口行き
- 都営バス
  - 富士見町都営住宅・中板橋駅入口：王78　王子駅行き・高円寺陸橋経由　新宿駅西口行き
- 国際興業バス
  - 北豊島工科高校・富士見町：王54　王子駅行き・上板橋駅行き

### 道路
- 東京都道318号環状七号線（環七通り）
- 富士見街道

## 施設
- 東京都立北豊島工科高等学校
- 板橋区富士見地域センター

## その他

### 日本郵便
- 郵便番号 : 174-0062[3]（集配局 : 板橋北郵便局[16]）。